# معاون رئیس‌جمهور چین
معاون رئیس‌جمهور چین با نام رسمی معاون رئیس‌جمهور جمهوری خلق چین (پین‌یین: Zhōnghuá Rénmín Gònghéguó Fùzhǔxí; ت.ت. 'People's Republic of China Vice-Chairman' 'معاون رئیس‌جمهوری خلق چین' که به عنوان معاون رئیس دولت نیز شناخته می‌شود (پین‌یین: Guójiā Fùzhǔxí) یک مقام ارشد در دولت جمهوری خلق چین است. قبلاً به عنوان معاون رئیسِ جمهوری خلق چین از سال ۱۹۵۴ تا ۱۹۷۵ ترجمه شده بود.

## انتخاب و اختیارات
وظایف معاون رئیس‌جمهور شامل کمک به رئیس‌جمهور و جایگزینی وی در صورت استعفا یا فوت وی در مقام ریاست جمهوری است. در واقع، سمت معاون رئیس‌جمهور بیشتر تشریفاتی است. زنگ چینگ‌هونگ، هو جین تائو، و شی جین پینگ، معاونان رئیس‌جمهور، اعضای کمیته دائمی پلیتبوروی حزب کمونیست چین (ح‌ک‌پی) و دبیرخانه مرکزی، نهادهای اصلی تصمیم‌گیری این کشور، بوده‌اند. این سه نفر همزمان به عنوان دبیر رتبه اول دبیرخانه و مسئول امور حزب فعالیت می‌کردند.
معاون رئیس‌جمهور ممکن است نقش مهمی در امور خارجی داشته باشد. به عنوان مثال، معاون رئیس‌جمهور به‌طور کلی در گروه رهبری امور خارجه، یک نهاد هماهنگ‌کننده سیاست ح‌ک‌چ، حضور دارد. معاون رئیس‌جمهور معمولاً در گروه مرکزی هماهنگی امور هنگ کنگ و ماکائو نیز حضور دارد؛ بنابراین، در حالی که ممکن است معاون رئیس‌جمهور در واقع از اختیارات ماهوی آنطور که در قانون اساسی تعریف شده است، برخوردار نباشد، با این وجود، این مقام دارای اهمیت و اعتبار است. صاحبان این مناصب همگی افرادی با درجه ای از نفوذ سیاسی بوده‌اند.
معاون رئیس‌جمهور لی یوانچائو تا سال ۲۰۱۷ عضو دفتر سیاسی ح‌ک‌چ بود، اما نه در کمیته دائمی عضو نبود. جانشین او، وانگ کیشان، در زمان رسیدنش به این مقام از اعضای بازنشسته کمیته دائمی بود.

## فهرست معاونان رئیس‌جمهور
دولت اول
  دولت دوم
  دولت سوم
  دولت هو-ون
  دولت شی-لی

### دولت مرکزی خلق (۱۹۴۹–۱۹۵۴)
معاونان دولت مرکزی خلق
(همکاری، ۱ اکتبر ۱۹۴۹–۲۷ سپتامبر ۱۹۵۴)
1. زو د
2. لیو شائوکی
3. سونگ چینگ لینگ
4. لی جیشن
5. ژانگ لان
6. گائو گانگ (تا زمان خودکشی در ۱۷ اوت ۱۹۵۴)

### قانون اساسی اول (۱۹۵۴–۱۹۷۵)
| پرتره                         | پرتره  | نام (تولد – مرگ) </nowiki> حوزه انتخابیه                                | نام (تولد – مرگ) </nowiki> حوزه انتخابیه                        | دوره نمایندگی                            | دوره نمایندگی  | کنگره ملی خلق | رئیس‌جمهور     |
| ----------------------------- | ------ | ----------------------------------------------------------------------- | --------------------------------------------------------------- | ---------------------------------------- | -------------- | ------------- | ------------- |
| ۱                             | </img> | زو د {{سخ}}朱德 </nowiki>(1886-1976) </nowiki> سیچوان در کل             | زو د {{سخ}}朱德 </nowiki>(1886-1976) </nowiki> سیچوان در کل     | 27 سپتامبر 1954                          | 27 آوریل 1959  | من            | مائو تسه تونگ |
| ۱                             | </img> | زو د {{سخ}}朱德 </nowiki>(1886-1976) </nowiki> سیچوان در کل             | زو د {{سخ}}朱德 </nowiki>(1886-1976) </nowiki> سیچوان در کل     | معاون اول رئیس‌جمهوری خلق چین.            |                |               |               |
| ۲                             | </img> | آهنگ Qingling {{سخ}}宋庆龄 </nowiki>(1893-1981) </nowiki> شانگهای در کل | دونگ بیو {{سخ}}董必武 </nowiki>(1886-1975) </nowiki> هوبی در کل | 27 آوریل 1959                            | 17 ژانویه 1975 | II • III      | لیو شائوقی    |
| ۲                             | </img> | آهنگ Qingling {{سخ}}宋庆龄 </nowiki>(1893-1981) </nowiki> شانگهای در کل | دونگ بیو {{سخ}}董必武 </nowiki>(1886-1975) </nowiki> هوبی در کل | به‌طور مشترک به عنوان نایب رئیس خدمت کرد. |                |               |               |
| جای خالی با صعود و پست لغو شد |        |                                                                         |                                                                 |                                          |                |               |               |

### قانون اساسی چهارم (۱۹۸۲–اکنون)
| پرتره | پرتره                                                                           | نام (تولد - مرگ) حوزه انتخابیه                | دوره تصدی    | دوره تصدی    | کنگره ملی خلق | رئیس‌جمهور جمهوری خلق چین |
| ----- | ------------------------------------------------------------------------------- | --------------------------------------------- | ------------ | ------------ | ------------- | ------------------------ |
| ۳     |                                                                                 | Ulanhu 乌兰夫 (۱۹۰۷–۱۹۸۸) مغولستان داخلی کلی  | 18 ژوئن 1983 | 8 آوریل 1988 | VI            | لی شیانیان               |
| ۳     | رئیس سابق حزب مغولستان داخلی                                                    | Ulanhu 乌兰夫 (۱۹۰۷–۱۹۸۸) مغولستان داخلی کلی  |              |              |               |                          |
| ۴     |                                                                                 | Wang Zhen 王震 (۱۹۰۹–۱۹۹۳) سین‌کیانگ کلی       | April 1988   | 12 مارس 1993 | VII           | یانگ شانگکون             |
| ۴     | از رهبران نظامی کمونیست.                                                        | Wang Zhen 王震 (۱۹۰۹–۱۹۹۳) سین‌کیانگ کلی       |              |              |               |                          |
| ۵     |                                                                                 | رانگ ایرن 荣毅仁 (۱۹۱۶–۲۰۰۵) شانگهای کلی      | 12 مارس 1993 | 15 مارس 1998 | VIII          | جیانگ زمین               |
| ۵     | >                                                                               | رانگ ایرن 荣毅仁 (۱۹۱۶–۲۰۰۵) شانگهای کلی      |              |              |               |                          |
| ۶     |                                                                                 | هو جینتائو 胡锦涛 (متولد ۱۹۴۲) گوئیژو کلی     | 15 مارس 1998 | 15 مارس 2003 | IX            | جیانگ زمین               |
| ۶     | اولین معاون رئیس‌جمهوری که به رئیس‌جمهوری رسید.                                   | هو جینتائو 胡锦涛 (متولد ۱۹۴۲) گوئیژو کلی     |              |              |               |                          |
| ۷     |                                                                                 | Zeng Qinghong 曾庆红 (متولد ۱۹۳۹) جیانگشی کلی | 15 مارس 2003 | 15 مارس 2008 | X             | هو جینتائو               |
| ۷     | دستیار سابق سیاسی جیانگ زمین.                                                   | Zeng Qinghong 曾庆红 (متولد ۱۹۳۹) جیانگشی کلی |              |              |               |                          |
| ۸     |                                                                                 | شی جین پینگ 习近平 (متولد ۱۹۵۳) شانگهای کلی   | 15 مارس 2008 | 14 مارس 2013 | XI            | هو جینتائو               |
| ۸     | رئیس سابق حزب چجیانگ، سپس شانگهای بعداً رئیس‌جمهور و عضو کمیته دائمی پلیتبورو شد. | شی جین پینگ 习近平 (متولد ۱۹۵۳) شانگهای کلی   |              |              |               |                          |
| ۹     |                                                                                 | Li Yuanchao 李源潮 (متولد ۱۹۵۰) جیانگسو کلی   | 14 مارس 2013 | 17 مارس 2018 | XII           | شی جین پینگ              |
| ۹     | رئیس سابق حزب جیانگسو.                                                          | Li Yuanchao 李源潮 (متولد ۱۹۵۰) جیانگسو کلی   |              |              |               |                          |
| ۱۰    |                                                                                 | وانگ چی شان 王岐山 (متولد ۱۹۴۸) هونان کلی     | 17 مارس 2018 | متصدی کنونی  | XIII          | شی جین پینگ              |
| ۱۰    | عضو بازنشسته کمیته دائمی پلیتبورو.                                              | وانگ چی شان 王岐山 (متولد ۱۹۴۸) هونان کلی     |              |              |               |                          |

## معاونان سابق رئیس‌جمهور زنده
| معاون رئیس‌جمهور | دوره نمایندگی | تاریخ تولد              |
| --------------- | ------------- | ----------------------- |
| هو جینتائو      | ۱۹۹۸–۲۰۰۳     | ۲۱ دسامبر ۱۹۴۲ ‏(۸۲ سال) |
| زنگ چینگ‌هونگ    | ۲۰۰۳–۲۰۰۸     | ۳۰ ژوئیهٔ ۱۹۳۹ ‏(۸۵ سال)  |
| شی جین پینگ     | ۲۰۰۸–۲۰۱۳     | ۱۵ ژوئن ۱۹۵۳ ‏(۷۱ سال)   |
| لی یوانچائو     | ۲۰۱۳–۲۰۱۸     | ۲۰ نوامبر ۱۹۵۰ ‏(۷۴ سال) |

الگو:Vice Presidents of the People's Republic of China